# コリントス
コリントス（希: Κόρινθος [ˈkorinθos] ( 音声ファイル) ギリシア語ラテン翻字: Korinthos） は、ギリシア共和国ペロポネソス地方にある都市であり、その周辺地域を含む基礎自治体（ディモス）。コリントス地峡に位置する港湾都市で、コリンティア県の県都である。コリントなどの表記も用いられる。
古代ギリシアにおいてコリントスは、アテナイやスパルタと並ぶ主要な都市国家（ポリス）のひとつであり、アクロポリス（アクロコリントス）には遺跡が残る。古代ローマ時代には属州アカエアの州都として繁栄し、キリスト教文化においてはパウロ書簡の宛先としても知られている。コリントスは戦乱や災害によって幾度もの破壊と再建を経ており、現在のコリントスの市街地は19世紀半ばに新たに建設されたものである。

## 名称
現代ギリシャ語での発音は、 [ˈkorinθos]。
ラテン語では Corinthus と記された。
日本語文献ではコリンソスやコリント、英語に由来するコリンスとも表記される。

## 地理

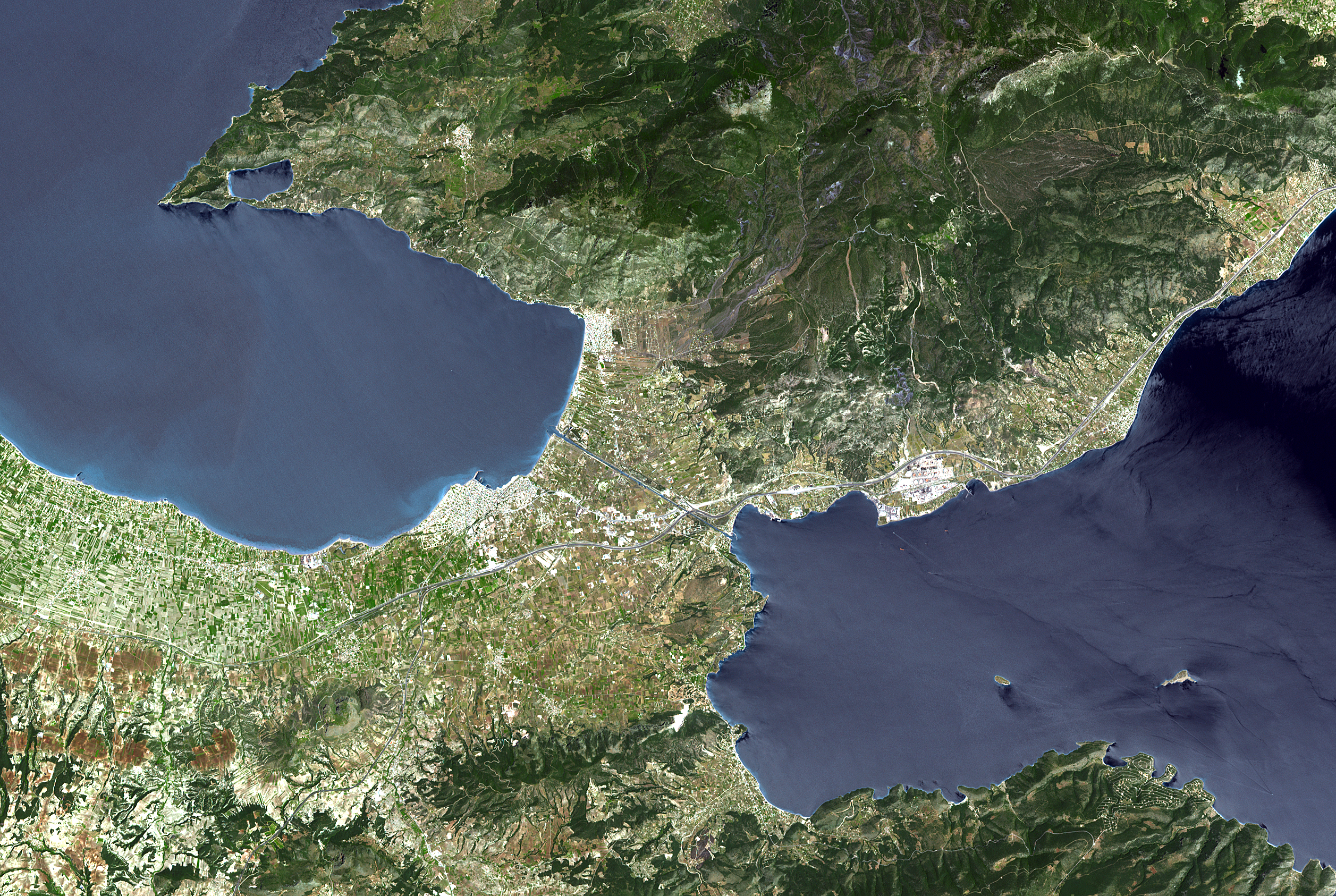
コリント地峡周辺

### 位置・広がり
都市としてのコリントスは、アテネの西南約78kmに位置する。西のコリンティアコス湾（コリント湾）、東のサロニコス湾に挟まれたコリントス地峡（古名: イストモス）のコリンティアコス湾側に面した港湾都市で、ペロポネソス半島がギリシャ本土に接続する地点にあたる。人口は29,787人（2001年の国勢調査）で、ペロポネソス地方ではカラマタに次いで二番目に人口の多い都市である。コリントス市街の北東約3kmには、コリントス地峡を横断するコリントス運河が掘り抜かれている。
現在の港湾都市コリントスの市街地は1858年の大地震後に新たに建設されたものであり、古代以来のコリントス（アルヘア・コリントス）は、現コリントス市街の南西約3kmの内陸にある。
自治体（ディモス）としてのコリントス市は、2011年の全国的な行政区画の再編（カリクラティス改革）に伴い、旧コリントス市を含む5自治体が合併されて拡大された。これによりコリントス市の面積は6倍となった。

### 地勢

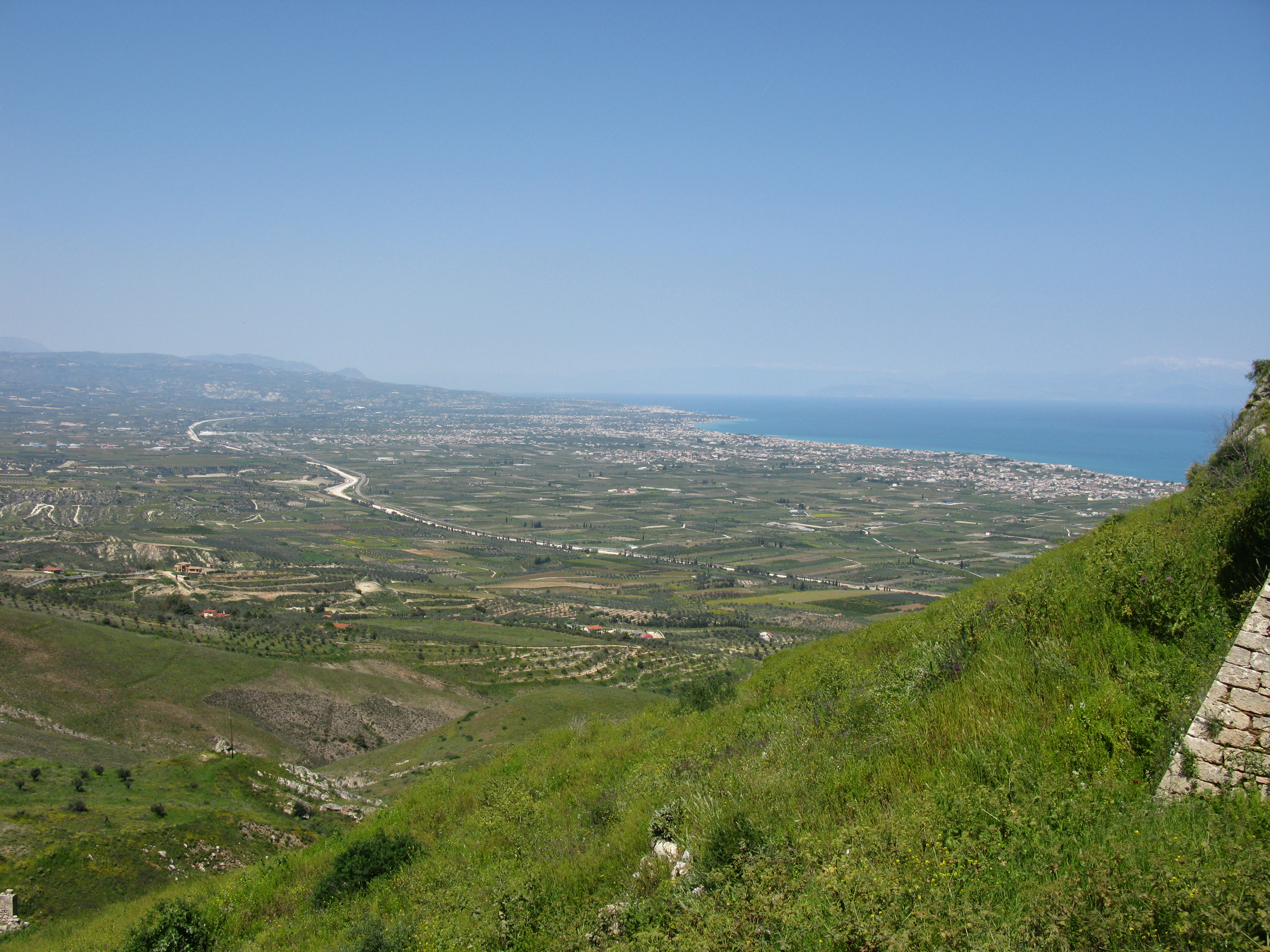
アクロコリントスからの眺めたコリンティア湾岸の平野

コリントス市は、北にコリンティアコス湾、東にサロニコス湾に面し、海岸沿いから山間部までの広い市域を持つ。
コリンティアコス湾沿いには平野が広がり、人口の多くは市域北部の平野部（コリントス地区、アソス＝レヘオ地区）に集まっている。これに対してサロニコス湾側（サロニコス地区、ソリギア地区）は山がちで、平地に乏しい。内陸のテネア地区には盆地が広がっている。

### 主要な都市・集落
コリントス市域に含まれる人口2000人以上の都市・集落には以下がある（人口は2001年国勢調査）。
- コリントス（Κόρινθος : コリントス地区） - 29,787人
- レヘオ（Λέχαιον : アソス＝レヘオ地区） - 3,952人
- アソス（Άσσος : アソス＝レヘオ地区） - 2,458人
- アティキア（Αθίκια : サロニコス地区） - 2,003人

## 歴史

### 古代ギリシア時代

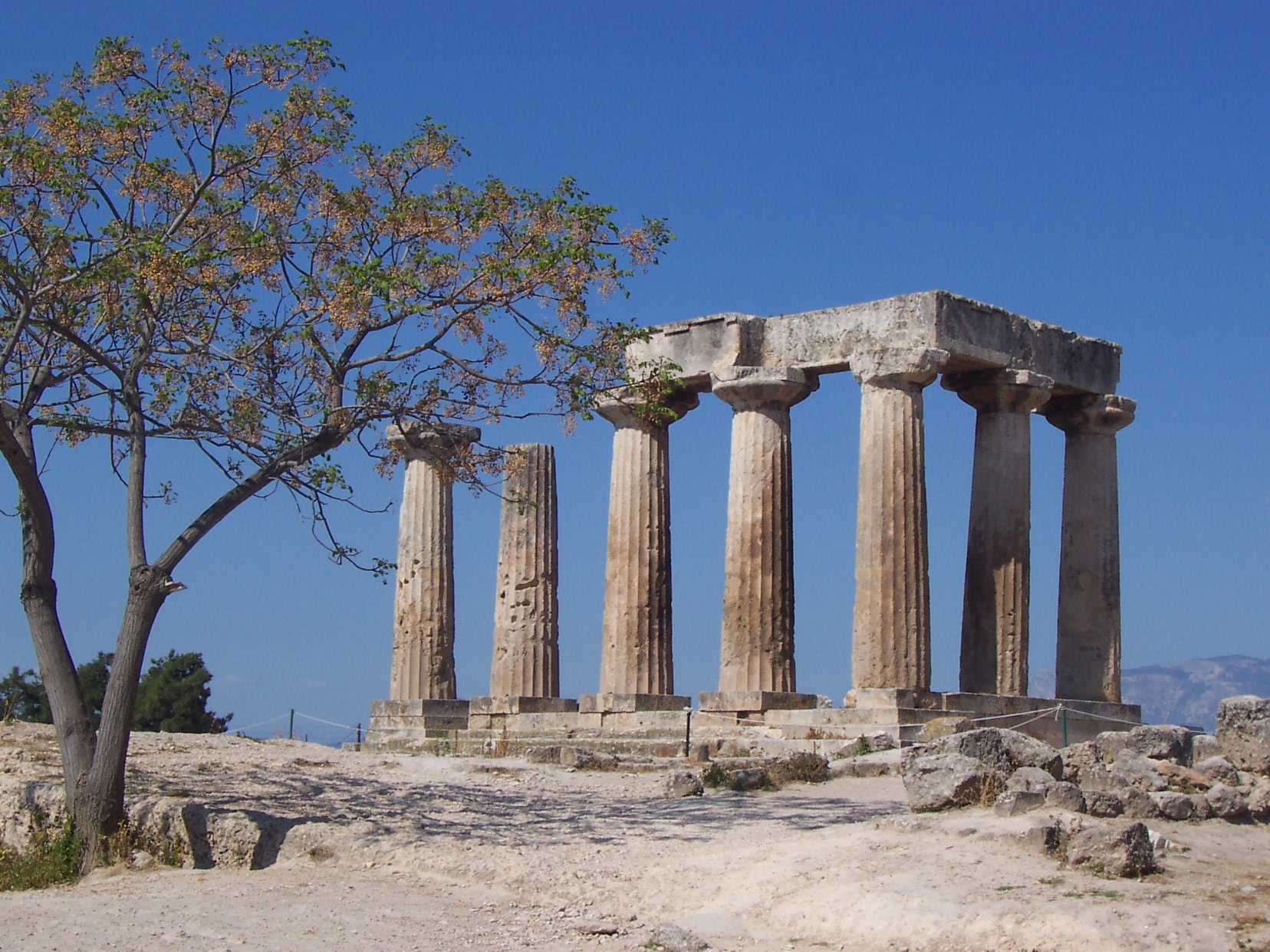
アポロ寺院

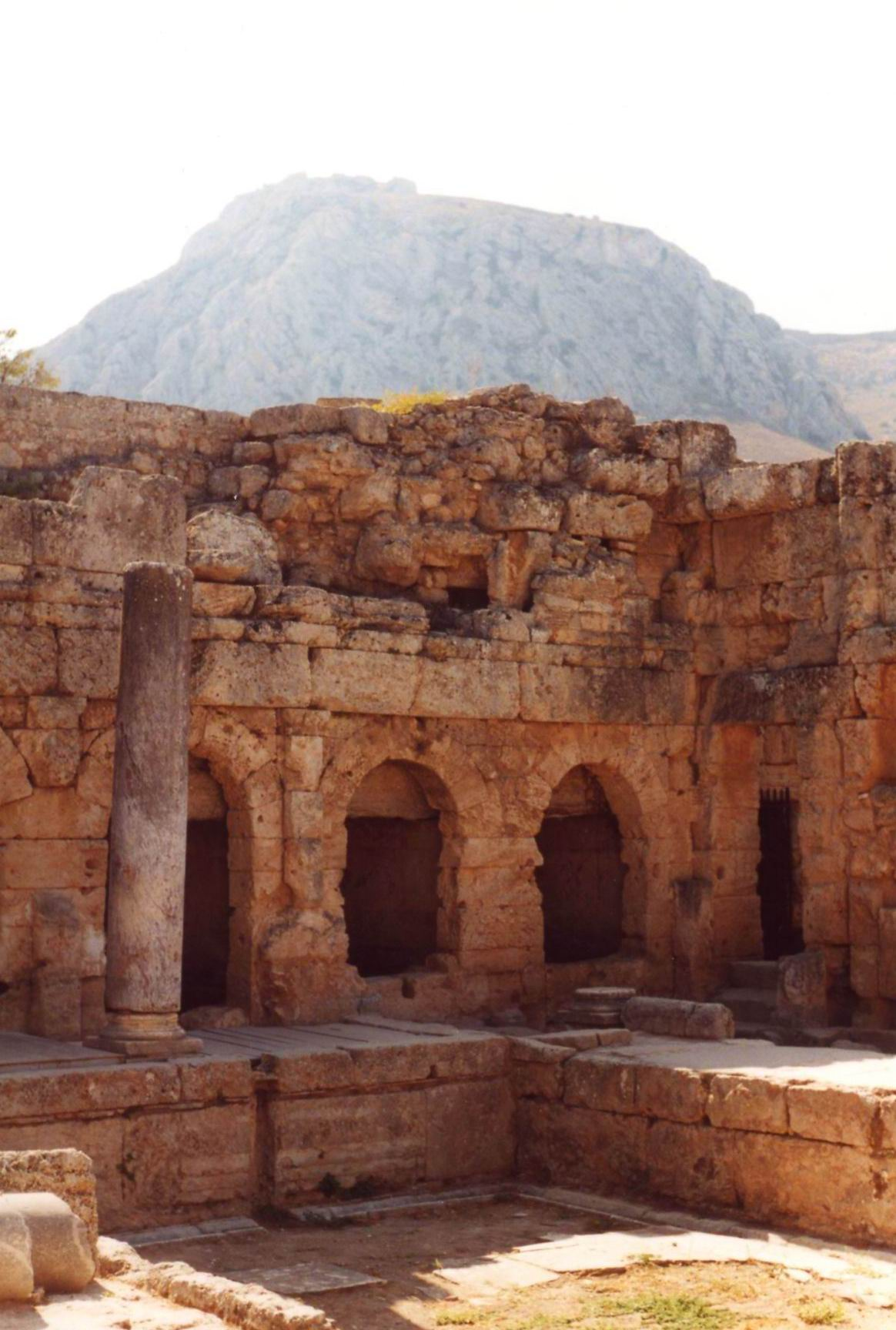
ピレーネの泉

紀元前9世紀、ドーリア人（ドリス人）によって建設され、商業都市として繁栄した。アプロディーテーを守護神としその祭祀で知られる。
「コリントス」は非ギリシア語源の語とみられ、おそらくドーリア人以前の先住民族の語である。ミケーネ文明の頃にはすでに繁栄していたと推測される。神話ではコリントスの創設者はシーシュポスであり、コリントスの王はその子孫であるとされる。神話ではまたイアーソーンがメーデイアを離婚した土地ともいわれる。
ペロポネソス半島とギリシア本土をつなぐイストモス地峡に位置するコリントスは、交通と交易の要衝として繁栄し、古典期にはアイギナと並ぶギリシャ世界の経済の中心となった。アテナイやテバイの台頭後も、財力でこれらに並んだ。コリントスのアクロポリスには、街の主神であるアプロディーテーの大神殿が築かれた。複数の文献が、この神殿に雇われていた千人の聖娼（遊女）について伝えている。コリントスはまた四大ギリシア競技会のひとつ、イストミア大祭を開催した。
バッキアダイによる寡頭政を経て、紀元前7世紀には僭主キュプセロス、ペリアンドロス父子により統治され、ふたたび寡頭政に移行した。また、シュラクサイ（現在のシラクサ）を初めとする複数の植民地を建設した。コリントスはペルシャ戦争でのギリシア方の主要ポリスのひとつであったが、後にはこのとき同盟したアテナイと敵対し、スパルタとペロポネソス同盟を結んだ。ペロポネソス戦争の要因のひとつは、コリントスの植民市コルキュラ（現在のケルキラ）をめぐるアテナイとコリントスの争いであった。軍事力に優れつつも経済的には脆弱だったスパルタの戦争継続能力維持を助けたのがコリントスの経済力であったと言われている。
しかしペロポネソス戦争終結後は覇権を握ったスパルタに不満を抱きアテナイに接近して戦争を仕掛けた(コリントス戦争)。その結果スパルタの強勢をある程度削ぐことはできたものの、結局は再度同盟を組んだ。また、一時的に同陣営のアルゴスに併合されたもののこれもすぐに解消されている。
紀元前146年、かねてより対立していた共和政ローマから派遣された執政官ルキウス・ムンミウス率いるローマ軍がコリントスを包囲陥落させ、コリントスは完全に破壊された（コリントスの戦い）。その後も少数の住民がかつてコリントスがあった場所に住み着いていたことが考古学的証拠から明らかになっている。

### 古代ローマ時代
紀元前44年、ガイウス・ユリウス・カエサルは植民市コロニア・ヤウス・ユリア・コロニエンシス（コリントのヤウス・ユリア植民市の意)を再建した。これは同年カエサルが暗殺されるより少し前のことであった。
アッピアノスによれば、再建された都市の住民としてローマの解放奴隷が入植した。ローマ帝国の支配下で、コリントスは属州南ギリシア州（またはアカエア州、使徒行伝18:12-16）の政治の中心となった。コリントスは再び繁栄し、富をもって知られた。ギリシア人、ローマ人、ユダヤ人が住民として混住した。
使徒パウロは複数回コリントスを訪れている。1回目の滞在時、総督はルキウス・アンナエウス・セネカの弟のガリオであった(使徒行伝18:1-18)。パウロはこのとき18ヶ月コリントスに滞在した。2回目の滞在時、おそらく『ローマの信徒への手紙』が書かれた。

### 東ローマ帝国時代
街は375年と551年に地震で破壊された。
395年～396年、西ゴート族のアラリック1世がギリシャに侵攻した。コリントスは彼によって略奪された都市のひとつとなり、多くの市民が奴隷として売られた。
東ローマ帝国皇帝ユスティニアヌス1世（在位: 527年 - 565年）治下、サロニコス湾からコリント湾まで大きな石壁が建てられ、都市とペロポネソス半島を北方の蛮族の侵攻から守った。石壁は、長さ約6マイル（10キロメートル）で、エクサミリオンと名づけられた。この時代、コリントスはヘラス（現代のギリシアを意味する）のテマ（軍管区）の中心であった。
12世紀（コムネノス王朝の支配の間）、コリントスは西ヨーロッパのラテン諸国との絹の交易によって繁栄した。しかしその富はルッジェーロ2世治下のシチリアのノルマン人の注意を惹き、1147年に略奪されることとなった。

### アカイア公国
1204年、第4回十字軍によるコンスタンティノープル陥落ののち、ジョフロワ1世・ド・ヴィルアルドゥアンはアカイア大公の称号とともにコリントスを与えられた（アカイア公国）。ジョフロワ1世は第4回十字軍に従軍した同名の有名な歴史家（ジョフロワ・ド・ヴィルアルドゥアン）の甥である。
1205年～1208年にかけて、コリント人は、ギリシャの将軍レオ・スグロスの指揮の下、アクロコリントスの要塞に拠ってフランク人の支配に抵抗した。フランスの騎士、ギヨーム1世・ド・シャンリットが参戦すると、1208年にレオ・スグロスは戦況を悲観してアクロコリントスの上から飛び降りて自殺した。だがコリント人はその後も1210年まで敵軍に抵抗し続けた。
抵抗の崩壊後、コリントスはアカイア公国の一部分となり、首都であるエーリスのアンドラヴィダからヴィルアルドゥアン家が支配するところとなった。コリントスは、他の十字軍国家であるアテネ公国と並んで、アカイアの北部国境の最後の重要な都市であった。ビザンツ帝国は1388年にコリントスを再征服し、モレアス専制公領の一部とした。その後、1395年にオスマン帝国がこの町を占領し、1403年にビザンツ帝国が奪回している。モレアス専制公テオドロス2世パレオロゴス（在位: 1407年 - 1443年）は、コリントス地峡を横断するエクサミリオンの壁を建設している。

### オスマン帝国の支配とギリシャ独立戦争
コンスタンティノープルの陥落から5年後の1458年、オスマン帝国はコリントスの都市と城砦を征服した。トルコ人たちはコリントスの地名を Gördüş（Gördes）と改め、ルメリ州（南バルカン地域）のペロポネソス半島地区を統治するモレアのサンジャク（県）の中心地とした。
1687年、ヴェネツィア人がこの地を占領し、1699年にはカルロヴィッツ条約でヴェネツィア共和国の領域に入るが、1715年にオスマン帝国がふたたびこの地を獲得した。1715年から1731年まで、この地はモレア州の首府となり、1731年から1821年まではサンジャクの中心地となった。
1821年～1830年のギリシャ独立戦争時、トルコ軍によって都市は完全に破壊された。1832年のロンドン条約によってコリントスは正式に解放された。1833年、新たに建国されたギリシャ王国の新首都（当初はナフプリオを首都としていた）の候補に、コリントスはその歴史的な重要性と戦略上の立地から挙げられた。結局、新たな首都にはその当時は重要ではなかったアテネが選ばれた。

### 現市街の建設

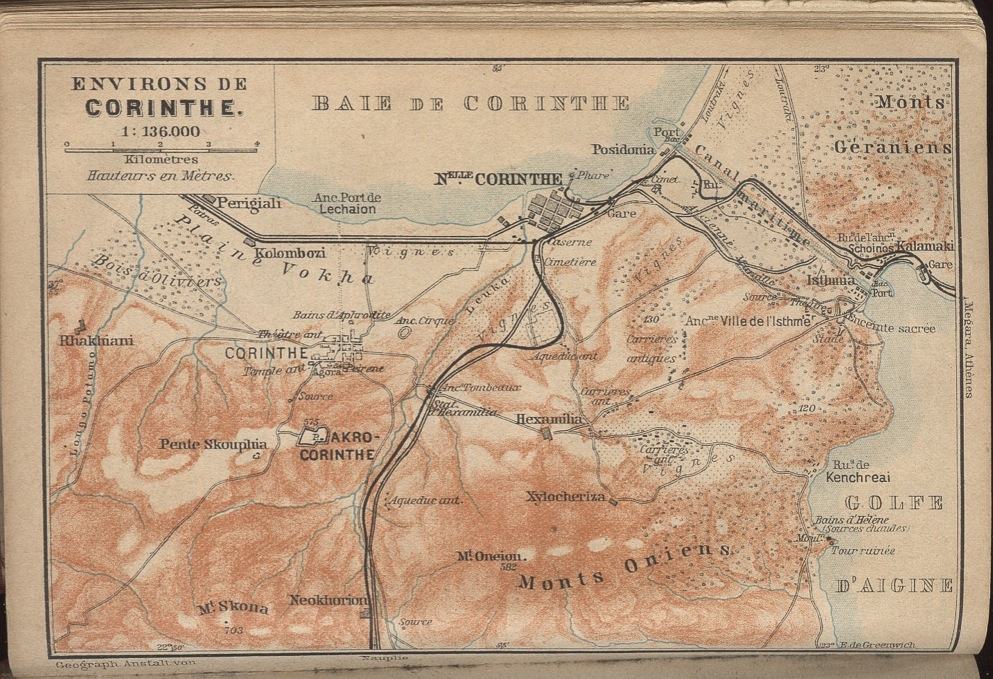
1908年の地図。アクロコリントス（Akro-Corinthe）、旧市街（Corinthe）、新市街（Nelle Corinthe）の関係が見て取れる

1858年の大地震により、コリントス市街は完全に破壊された。地震後、旧市街（アルヘア・コリントス）に代わり、3km北東の海沿いに新たな市街地が建設された。ネア・コリントス（新コリントス）と呼ばれた新たな町が、現在のコリントス市街である。その後も新コリントスは1928年に地震、1933年に大火に見舞われているが、その都度復興を遂げている。
1885年には、ピレウス・アテネ・ペロポネス鉄道がコリントスまで延伸した。この路線は軌間1000mmmのメーターゲージを採用していた。のちに国有化される。
コリントス地峡に運河を掘る考えは古代からあったが、19世紀後半になるとスエズ運河開通（1869年）などに触発されて運河建設の機運が高まった。本格的な工事は1882年からはじめられ、1893年にコリントス運河が開通している。

## 社会

### 産業・経済
コリントスは、国内有数の産業の拠点である。銅線、石油製品、医薬品、大理石、石膏、陶磁器タイル、塩、ミネラルウォーター、飲料、食肉、ゴムなどが周辺で生産されている。2005年には大きな繊維工場や食肉加工工場が操業を停止し、産業の空洞化が叫ばれるようになった。

### 人口
都市としてのコリントスは、2001年の国勢調査で29,787人の人口を有し、ペロポネソス地方ではカラマタ（53,659人）に次いで第二位の都市である。
2011年、コリントス市は周辺4市を編入した。新たなコリントス市域の人口は、2001年国勢調査換算で58,523人となっている。

### スポーツ
サッカー
- コリントスFC[11]

## 行政区画

コリンティア県の旧自治体（1999年 - 2011年）

コリンティア県におけるコリントス市（2011年以後）

### 自治体（ディモス）
コリントス市は、ペロポネソス地方コリンティア県に属する基礎自治体（ディモス）である。
2010年に行われた地方制度改革（カリクラティス改革）にともない、2011年1月1日付で旧コリントス市を含め5自治体が合併し、新たな自治体（ディモス）としてコリントス市が発足した。旧自治体は新自治体を構成する行政区（ディモティキ・エノティタ）として位置づけられた。
下表の番号は、右に掲げた「旧自治体」地図の番号に相当する。下表の「旧自治体名」欄は、無印がディモス（市）、※印がキノティタ（村）の名を示す。
|    | 旧自治体       | 綴り         | 政庁所在地        | 面積 Km² | 人口   |
| -- | -------------- | ------------ | ----------------- | -------- | ------ |
| 1  | コリントス     | Κόρινθος     | コリントス        | 102      | 36,555 |
| 3  | アソス＝レヘオ | Άσσος-Λέχαιο | ペリヤリ (en)     | -        | 9,850  |
| 10 | サロニコス     | Σαρωνικός    | アティキア (el)   | -        | 5,297  |
| 12 | ソリギア       | Σολυγεία     | ソフィコ (el)     | -        | 3,047  |
| 14 | テネア         | Τενέα        | ヒリョモディ (el) | -        | 5,477  |

### 旧自治体（ディモティキ・エノティタ）

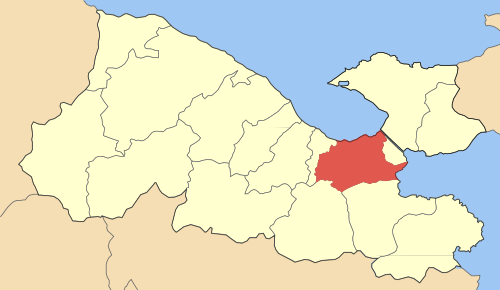
旧コリントス市（1999年 - 2010年）

カリクラティス改革以前の旧コリントス市にあたるコリントス地区（Δημοτική Ενότητα Κόρινθος）は、以下のキノティタ（都市域・村落）および都市・集落から構成される。
表中の Δ.δ. は Δημοτικό διαμέρισμα の略であり、カポディストリアス改革による統廃合（1999年1月施行）以前の旧自治体に由来する区画である。[　] 内は人口（2001年国勢調査）を示す。
- Δ.δ. Κορίνθου　コリントス [ 29,787 ]
  - η Κόρινθος　コリントス [ 29,787 ]
- Δ.δ. Αρχαίας Κορινθίας　アルヘア・コリントス [ 2,578 ]
  - η Αρχαία Κόρινθος　アルヘア・コリントス [ 1,800 ]
  - το Αρχαίο Λιμάνι　アルヘオ・リマニ [ 778 ]
- Δ.δ. Εξαμιλίων　エクサミリア [ 2,224 ]
  - τα Εξαμίλια　エクサミリア [ 1,563 ]
  - ο Άγιος Κοσμάς　アイオス・コスマス [ 55 ]
  - η Δάφνη　ダフニ [ 59 ]
  - η Ιερά Μονή Αγίας Τριάδος　アイアス・トリアドス修道院 [ 80 ]
  - τα Κάτω Εξαμίλια　カト・エクサミリア [ 467 ]
- Δ.δ. Ξυλοκέριζας　クシロケリザ [ 1,215 ]
  - η Ξυλοκέριζα　クシロケリザ [ 783 ]
  - η Αγία Παρασκευή　アイア・パラスケヴィ [ 81 ]
  - ο Άγιος Δημήτριος　アイオス・ディミトリス [ 85 ]
  - η Θυμαριώνα　ツマロナ [ 29 ]
  - οι Κεχριές　ケフレス [ 237 ]
- Δ.δ. Σολομού　ソロモス [ 751 ]
  - ο Σολομός　ソロモス [ 683 ]
  - τα Μπεκιάνικα　ベキアニカ [ 68 ]

- Διοικητική διαίρεση νομού Κορινθίας - コリンティア県の自治体・集落一覧（1999年 - 2010年）

## 交通

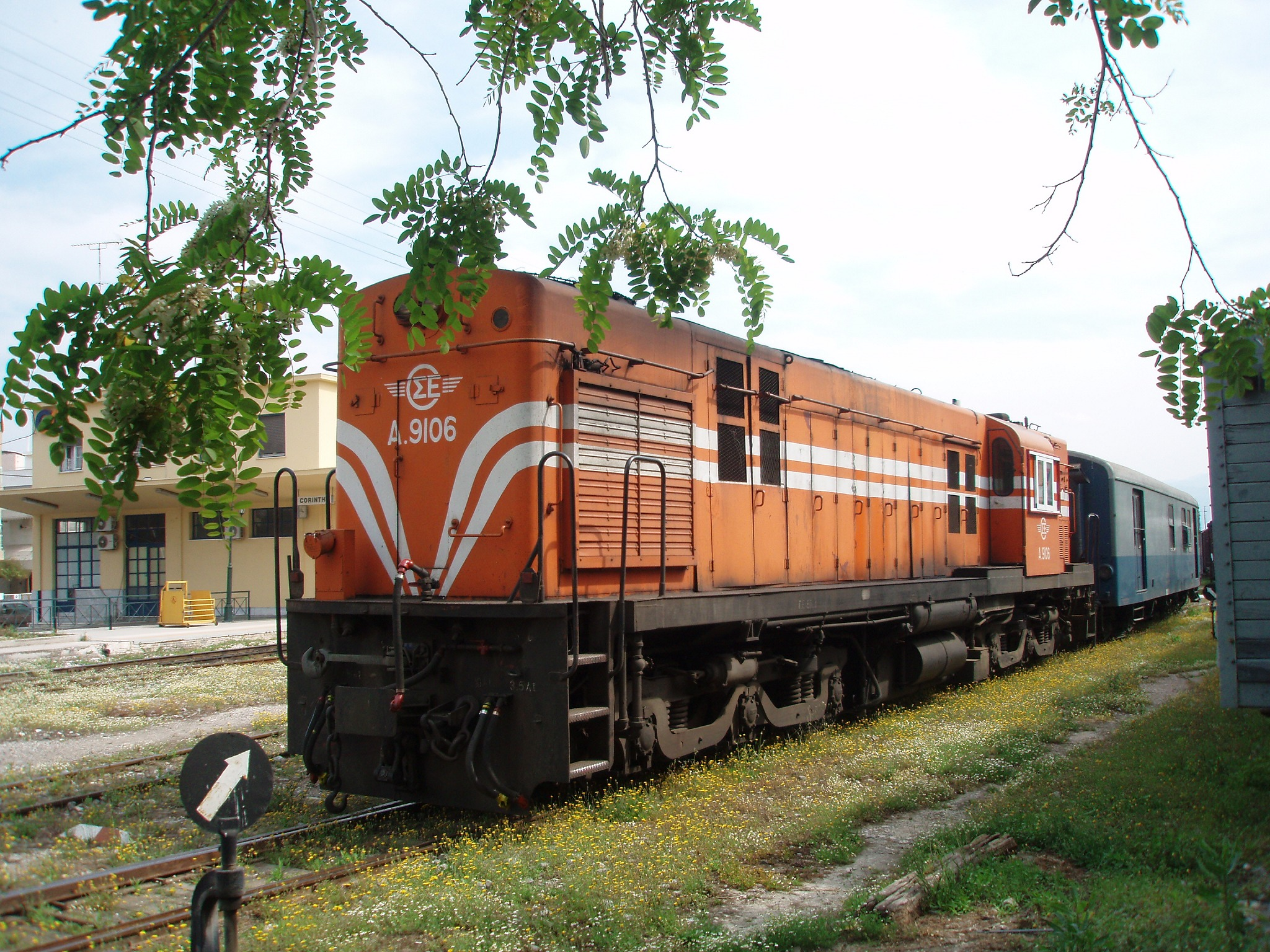
旧コリントス駅構内のディーゼル機関車（アメリカン・ロコモティブ DL537）

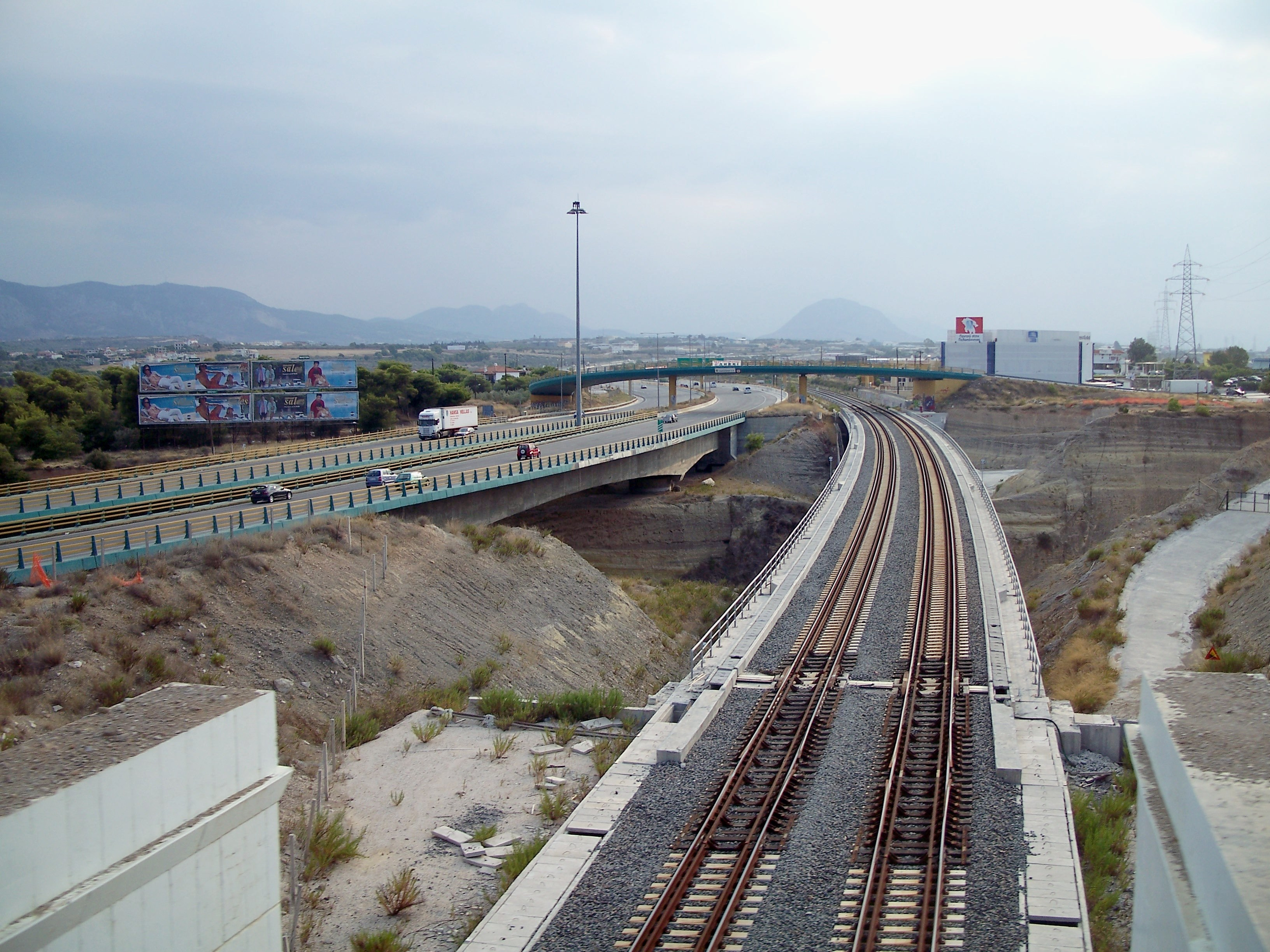
コリントス運河を渡る道路と鉄道

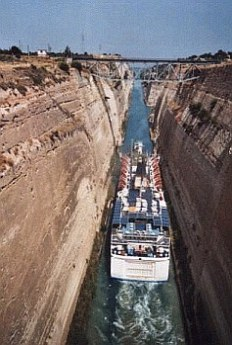
コリントス運河を通行する船

ギリシャの「本土」とペロポネソス半島を結ぶコリントス地峡に位置するため、各種の交通路の結節点となっている。

### 鉄道
紀元前には地峡を渡るのにディオルコスという初期の鉄道がひかれた。
2005年にギリシャ国鉄のプロアスティアコス（近郊鉄道）の新コリントス駅が開業し、旧コリントス駅は2007年に廃止された。新駅は街の中心部から2km離れた市街地の外に造られている。
ギリシャ国鉄 プロアスティアコス（近郊鉄道）
- アテネ国際空港 – キアト 線： コリントス駅

ギリシャ国鉄 ペロポネソス狭軌鉄道網（メートルゲージ鉄道）
- アテネ＝旧コリントス駅＝キアト 線： 廃止
- 旧コリントス駅＝アルゴス＝ナフプリオ＝トリポリ＝カラマタ 線： 廃止

### 道路
アテネからパトラに至るGR-8・8A号線、ペロポネソス半島を縦断してカラマタに至る国道7号線・高速道路A7号線が市域を走っている。国道8A号線の一部は高速道路として供用されており、アテネを起点にペロポネソス半島北海岸・西海岸の都市を結んで建設中の高速道路 Olympia Odos（A8号線）に組み込まれる予定である。
自動車道路・高速道路
- A7  (Moreas Motorway)  : コリントス - 〔カラマタ〕
- A8  (Olympia Odos)  : 〔アテネ〕 - コリントス - 〔パトラ〕
- GR-7号線  (National Road 7 (Greece))  : コリントス - ヒリョモディ - 〔カラマタ〕
- GR-8号線  (Greek National Road 8)  : 〔アテネ〕 - コリントス - 〔パトラ〕
- GR-8A号線  (Greek National Road 8A)  : 〔アテネ〕 - コリントス - 〔パトラ〕
- GR-70号線  (Greek National Road 70)  : 〔イストミア〕 - ルトラ・エレニス - ソフィコ - 〔エピダウロス - ナフプリオ〕

欧州自動車道路
- E65号線 (European route E65)  : 〔… - リオ〕- コリントス - 〔カラマタ - …〕 （GR-8A, GR-7号線）
- E94号線 (European route E94)  : 〔アテネ〕 - コリントス （GR-8A号線）

### 運河
コリントス運河が通っている。

### 港湾
コリントス港は、コリンティアコス湾に面した市街地の北部に位置する。コリントス運河の西北側（コリンティアコス湾側）出口にもほど近い。1980年代後半に新たな埠頭が建設され、貨物取扱可能量はそれまでの2倍になった。
この港はおもに貨物の輸出に用いられ、地域の工業・農業の需要を満たしている。おもな輸出品は、柑橘類、ブドウ、大理石、骨材（コンクリートの材料である砂利や砂など）などである。コリントス港は、ピレウス港がストライキなどで機能を停止した際に、これに代わって一般的な貨物船やばら積み貨物船、RO-RO船に対応できる施設を有している。
港湾内には税関と沿岸警備隊 (Hellenic Coast Guard) が事務所を構えている。また、フェリー（RO-RO船）がイタリアとの間を結んでいる。

## 出身者
- ジョージ・コリアス - 音楽家（ドラマー）
- コンスタンティノス・トリアンタフィロプーロス - プロサッカー選手
- アナスタシオス・バカセタス - プロサッカー選手
- イレーネ・パパス - 女優

## 姉妹都市
- シラクサ（イタリア）
- ヤゴディナ（セルビア）
- アビリーン（アメリカ合衆国テキサス州）